# Pablo Ferreyra
Pablo Ricardo Ferreyra (Sarandí, provincia de Buenos Aires, 7 de septiembre de 1979) es un fotógrafo, militante y político argentino. Es hermano de Mariano Ferreyra, militante del Partido Obrero que fue asesinado a fines de 2010 a manos de una patota armada de afiliados al sindicato Unión Ferroviaria. Por este crimen, ocurrido en las inmediaciones del Puente Bosch, en Avellaneda, fue condenado a quince años de prisión el exdirigente sindical José Ángel Pedraza. Tras este hecho cobró notoriedad mediática y política. Fue legislador de la Ciudad de Buenos Aires tras lograr ingresar a través del frente electoral Alternativa Popular, y se suma en 2015 al Bloque del Frente Para la Victoria.

## Trayectoria
Es hijo de un empleado de comercio y una docente, entre 1999 y 2004 fue militante del Partido Obrero e integrante del centro de estudiantes de la Casa de la Cultura de Avellaneda mientras estudiaba fotografía. Durante su paso por el PO, acercó a su hermano, Mariano Ferreyra, a la militancia. Tras el asesinato de Mariano, Pablo se convirtió en querellante (junto al PO) en la causa por el crimen; por el activo rol que jugó, fue integrado a la asamblea del Centro de Estudios Legales y Sociales (CELS). Desde entonces, también acentuó su militancia por la causa de los trabajadores en situación precaria, por la defensa de los Derechos Humanos y por la democratización de los sindicatos. En su labor parlamentaria, además, trabajó por la ampliación de los derechos de la mujer y del colectivo LGTBIQ.

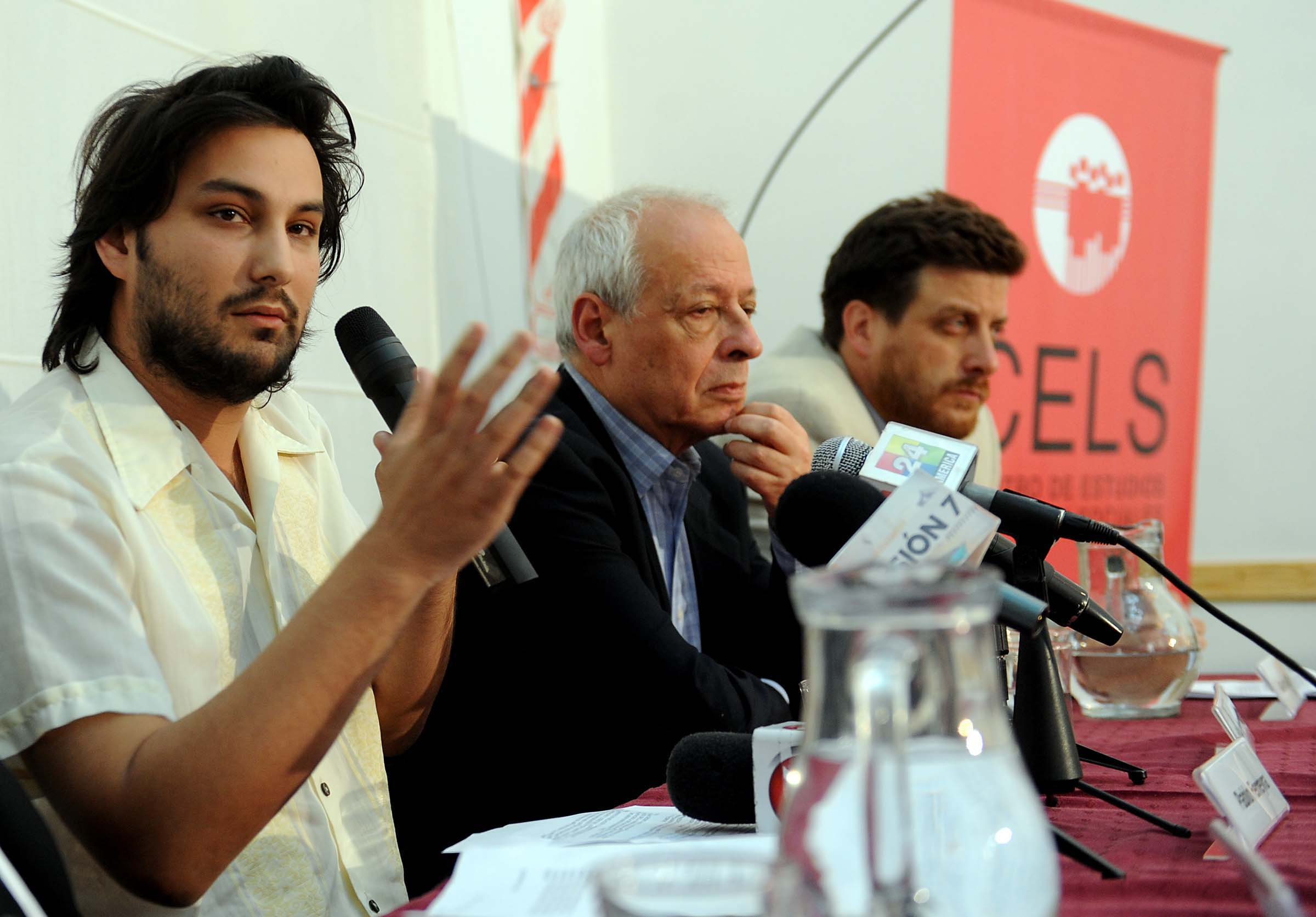
Conferencia en el CELS sobre novedades en la causa por el asesinato de Mariano Ferreyra

Pese a que el CELS y Pablo Ferreyra habían pedido cadena perpetua a José Ángel Pedraza por el crimen de Mariano Ferreyra, el 19 de abril de 2013 el Tribunal Oral en lo Criminal N°. 21 dictó sentencia de quince años de prisión para el exdirigente sindical y para su acólito Juan Carlos «Gallego» Fernández, encontrándolos a ambos «penalmente responsables» del delito de homicidio en concurso ideal, con el delito de homicidio en grado de tentativa en calidad de partícipes necesarios. A partir de esta sentencia judicial, en un juicio que había tenido inicio el 6 de agosto de 2012, Pablo Ferreyra declaró que el crimen de su hermano debía interpelar a todos los jóvenes, que la condena debía ser un ejemplo para la militancia y que no habría más mafias que impidieran su lucha por los derechos.
Estuvo presente en la Masacre de Avellaneda, episodio de represión policial que tuvo lugar en 2002 durante la presidencia de Eduardo Duhalde y que resultó en la muerte de los militantes Maximiliano Kosteki y Darío Santillán, aunque logró escapar ileso de la persecución corriendo desde el puente hacia Plaza Alsina, donde logró comunicarse con su familia y avisar que se encontraba a salvo.
A mediados de 2013, fue autor del proyecto para la creación del Observatorio de Violencia Institucional en la Ciudad de Buenos Aires, con el objetivo de prevenir, perseguir y erradicar todas aquellas prácticas vinculadas con el abuso de poder y el maltrato institucional en ámbito porteño, sobre todo en hospitales públicos y en el accionar de la policía. El disparador para la creación del Observatorio había sido la feroz represión llevada a cabo en las instalaciones del Hospital Borda, episodio en el que pacientes, médicos, periodistas y militantes sociales fueron agredidos por agentes de la Policía Metropolitana en un intento de desalojo impulsado por el Gobierno de la Ciudad de Buenos Aires durante la gestión del Jefe de Gobierno Mauricio Macri.

### Adhesión al kirchnerismo
Declaró su apoyo al gobierno de Cristina Fernández de Kirchner, sin caer por ello en la polarización entre kirchnerismo y oposición. Reconoció al kirchnerismo como el único movimiento popular que tiene la capacidad de dialogar y, más allá de las limitaciones y de sus cuestionamientos hacia el Partido Justicialista (PJ), opinó que el peronismo es un movimiento de profundas raíces en la Argentina y que tiene raigambres en el pueblo, en el movimiento obrero. En su opinión, es necesaria una mirada desde la izquierda, pero desde la izquierda nacional, que nunca dejó de dialogar con el peronismo, evitando hacer una lectura gorila de la realidad. Finalmente, consideró que en el kirchnerismo «siempre pudo expresar sus diferencias», algo que no ocurre en la izquierda respecto de sus posiciones políticas.
Si bien afirmó no representar al kirchnerismo puro, pues no proviene de allí, reivindica la figura de Néstor Kirchner y considera que éste significó una ruptura con lo sucedido en el 2001 y el darle visibilidad a los jóvenes. Para Ferreyra, Néstor «nos volvió a mostrar que la política es la herramienta por excelencia para conquistar los derechos».

### Candidato a legislador
El 7 de septiembre de 2013, fue oficializado como primer candidato a legislador por la Ciudad de Buenos Aires, en la lista del frente electoral Alternativa Popular (AP), una coalición compuesta por jóvenes de organizaciones territoriales, sindicales, estudiantiles y militantes por los Derechos Humanos y por la igualdad de género. Completaron esta lista de AP la legisladora del Frente Progresista Popular María Elena Naddeo, la militante del Partido Comunista Zaida Chmaruk, el filósofo e investigador Samuel Cabanchik y la periodista deportiva de Fútbol para todos y también militante del Partido Comunista Ángela Lerena, entre otros nombres.
La expectativa de AP con el lanzamiento de esta lista era intervenir en un escenario político polarizado por los bloques kirchnerista y el opositor, mostrándose como una novedad de alto impacto político y una verdadera alternativa. La fuerza consideró que la Ciudad de Buenos Aires funcionaba como un «laboratorio de la nueva derecha argentina» y que, por lo tanto, era importante el lanzamiento de una lista de izquierda en el distrito. A nivel nacional, Pablo Ferreyra y los candidatos que lo acompañan apoyaron al kirchnerismo, resaltando medidas de gestión como la estatización de YPF, la implementación de la Asignación Universal por Hijo (AUH), la realización de los juicios por los crímenes de lesa humanidad cometidos durante la dictadura cívico-militar (1976/1983), las leyes de identidad de género y de Servicios de Comunicación Audiovisual, formulando, por otra parte, críticas a la economía, a la explotación de los recursos naturales y a la existencia de trabajo precario.

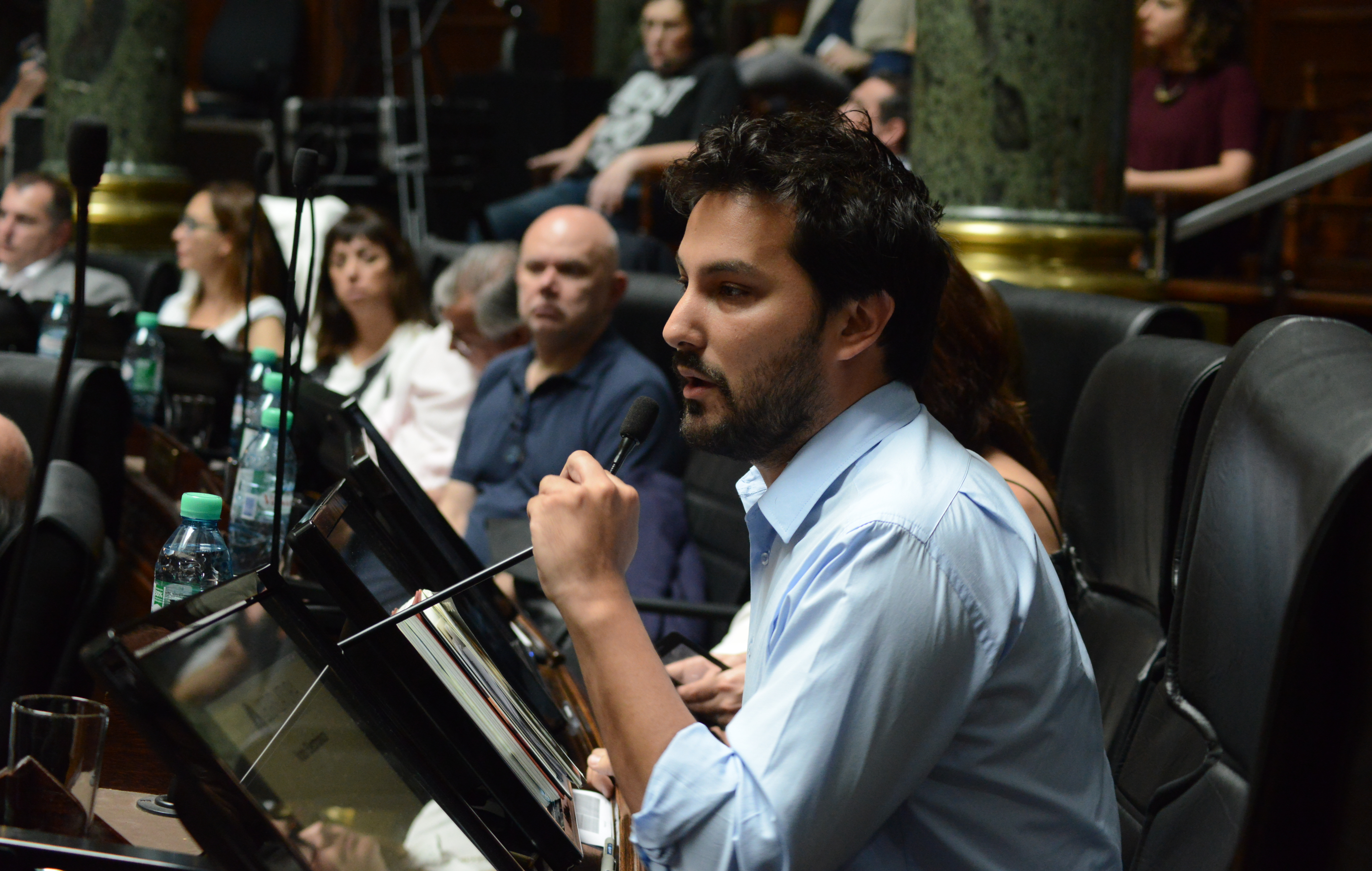
Pablo Ferreyra en el hemiciclo legislativo de la Legislatura Porteña en una de las sesiones ordinarias del 2017

Finalmente, la lista de Alternativa Popular (AP) respaldó a nivel nacional a los candidatos a senador y a diputado nacional del Frente para la Victoria, formándose como un espacio de izquierda para defender en la Ciudad de Buenos Aires las conquistas de los diez años de kirchnerismo a nivel nacional. Pablo Ferreyra adelantó que Alternativa Popular trataría como prioritarios los problemas de acceso a la vivienda, con el otorgamiento de créditos inmobiliarios, la regulación de los alquileres y la urbanización de las llamadas villas miseria, además de la problemática del transporte público, con la creación de un plan integral de movilidad.

## Legislador en la ciudad de Buenos Aires
Para la Legislatura porteña, Alternativa Popular aseguró el ingreso de Pablo Ferreyra. El 10 de diciembre de 2013 asumió como legislador. Si bien en un primer momento su participación se dio desde un monobloque, a principios de 2016 se sumó al Bloque Frente Para la Victoria. Desde allí movilizó una agenda que tuvo como principales ejes de trabajo la ampliación de los derechos de la mujer y del colectivo LGTBIQ, la defensa de la cultura popular de la Ciudad, la lucha contra la violencia institucional, y el respeto de los Derechos Humanos.

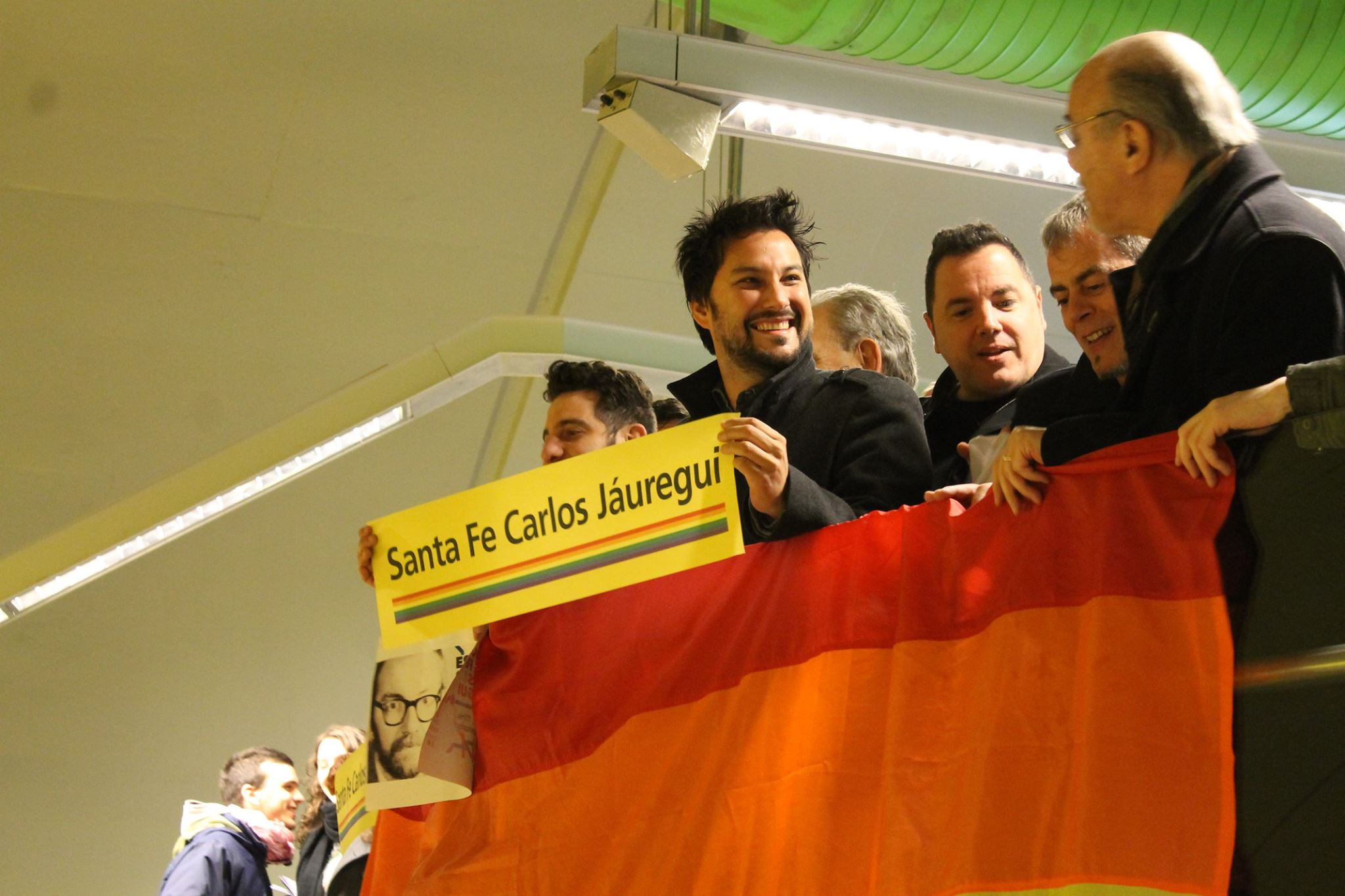
La estación Santa Fe de la Línea H fue bautizada con el nombre Carlos Jáuregui, fundador de la Comunidad Homosexual Argentina muerto en 1996, y convierte a la Ciudad de Buenos Aires en "la primera del mundo" en tener un apeadero con el nombre de un activista de la diversidad sexual y organizador de las primeras marchas del orgullo gay.

Durante su mandato, se promulgó la ley que impulsara contra el Acoso Callejero, que permitió que por primera vez en la Argentina fuera reconocido desde el Estado como una forma de violencia contra la mujer esta práctica tan extendida. De la mano de esta propuesta, participó en la creación del Observatorio contra el Acoso, del cual es director. Este organismo de la sociedad civil sin fines de lucro trabaja en pos de la erradicación de toda forma de acoso.
Otra de las leyes que impulsó en la Legislatura porteña fue la defensa y promoción de los Centros Culturales, que durante la gestión del macrismo han sufrido sistemáticas clausuras y tarifazos en los servicios públicos que pusieron en jaque su funcionamiento. Durante su mandato, promovió numerosos proyectos que apoyaron diversas propuestas culturales porteñas, lo que significó un fundamental impulso para las prácticas culturales alternativas en la Ciudad de Buenos Aires. 
Además, fue autor de la Ley por la cual se denominó Carlos Jáuregui a una Estación de Subterráneos en la Ciudad, siendo la primera vez que se utilizaba para tal fin al nombre de un activista por los derechos de la comunidad LGTBIQ. Jáuregui, figura destacada en la reivindicación de la diversidad sexual, fue el primer presidente de la Comunidad Homosexual Argentina, lideró la agrupación Gays por los Derechos Civiles, encabezó la Primera Marcha del Orgullo Gay Lésbico en Buenos Aires en 1992, ayudó a impulsar el primer proyecto de unión civil y logró la inclusión en el artículo 11 de la Constitución de la Ciudad del Derecho a Ser Diferente. Falleció el 20 de agosto de 1996, fecha que pasó a ser recordada como Día del Activismo por la Diversidad Sexual.

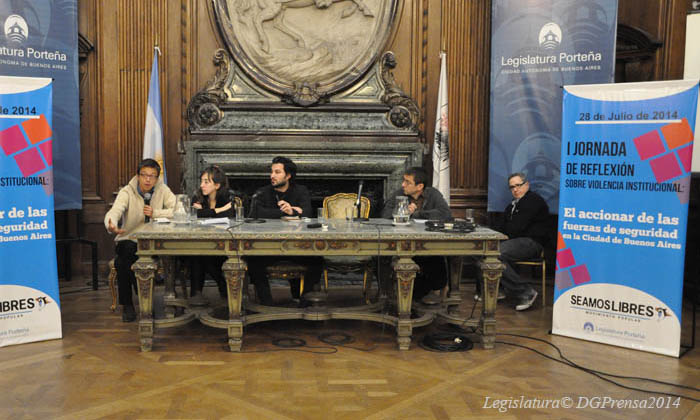
Jornada de Reflexión sobre Violencia Institucional en la Legislatura porteña con la presencia de legisladores, familiares de víctimas de violencia institucional y representantes de organizaciones políticas y sociales. Panel de cierre a cargo de Íñigo Errejón.

Desde la Comisión Especial de Seguimiento y Prevención de Violencia Institucional, ejerció el control de las políticas seguritarias en el ámbito de la Ciudad de Buenos Aires, siendo uno de los pocos espacios donde se pudo denunciar el accionar ilegal de las fuerzas de seguridad. Por allí desfilaron numerosos familiares y víctimas de violencia institucional, como un primer espacio de visibilización de los casos y acompañamiento en la búsqueda de justicia. 

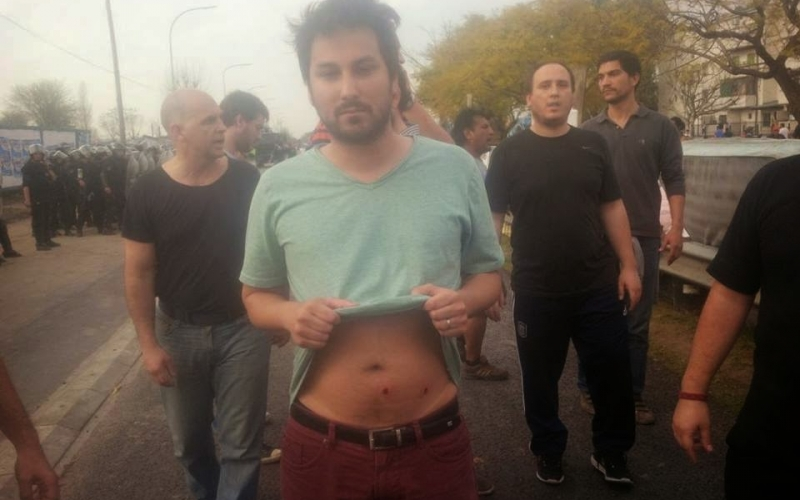
Pablo Ferreyra, titular de la Comisión Especial de Seguimiento de y Prevención de Violencia Institucional, reprimido por la Policía Metropolitana en el desalojo del predio Papa Francisco en Lugano en 2014